# Černice (Mojné)
Černice je malá vesnice, část obce Mojné v okrese Český Krumlov. Nachází se asi 2 km na západ od Mojného. Je zde evidováno 46 adres.
Černice leží v katastrálním území Rájov-Černice o rozloze 2,29 km²; na severozápadním okraji katastrálního území je přírodní památka Vltava u Blanského lesa.

## Historie
Ves byla poprvé zmíněna roku 1315 v majetku zlatokorunského kláštera. Po zrušení poddanství byla ves osadou obce Rájov. V roce 1880 zde žilo 206 obyvatel.

## Památky
- Kostel sv. Máří Magdalény - gotický farní kostel z doby okolo roku 1250 byl přestavěn v letech 1483-1491. Na místě dnešního kostela se dříve rozkládalo hradiště.[zdroj?]
- Fara
- Výklenková kaple se sochou sv. Šebestiána

## Osobnosti
- Karel Hrdina (1882–1949) – filolog a překladatel

## Zajímavost
Dne 14. února 2001 byla na observatoři Kleť astronomem Milošem Tichým objevena planetka, která byla nazvána Černice.